# Derek Jacobi

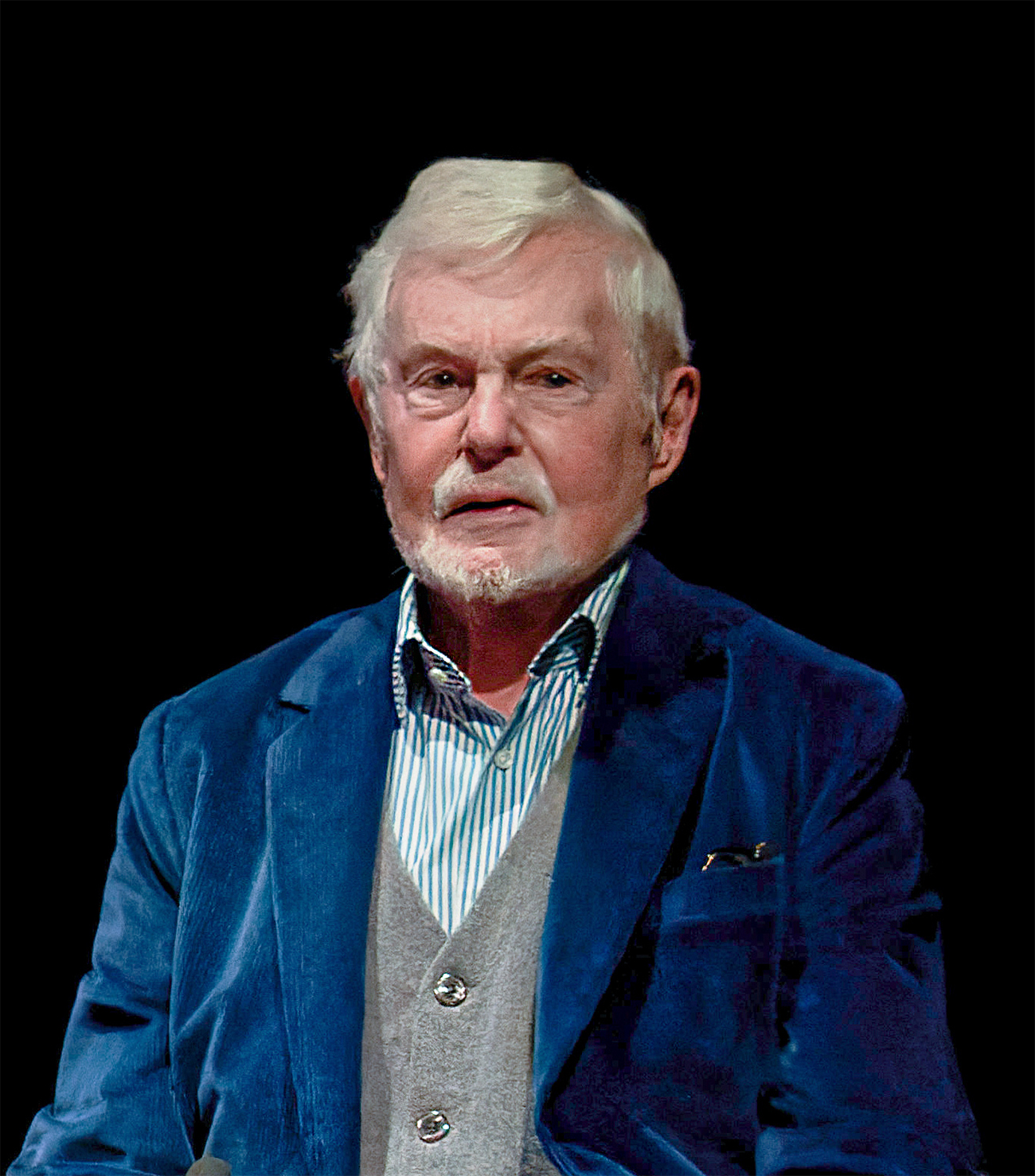
Derek Jacobi (2022)

Sir Derek George Jacobi, CBE, (* 22. Oktober 1938 in Leytonstone, London) ist ein britischer Schauspieler bei Theater, Film und Fernsehen.

## Leben und Wirken
Derek Jacobi ist das einzige Kind von Daisy Gertrude, geborene Masters und Alfred George Jacobi, der einen Süßigkeitenladen betrieb und in Chingford als Tabakwarenhändler tätig war. Sein Urgroßvater war im 19. Jahrhundert von Deutschland nach England eingewandert.

### Theater
Jacobi wurde in Leytonstone im Osten Londons geboren und studierte einige Zeit an der Universität Cambridge, bevor er seine Leidenschaft für die Schauspielerei entdeckte. Nach der Rolle des Edward II in Christopher Marlowes Drama in Cambridge wurde Jacobi 1960 direkt nach seinem Abschluss Mitglied im Birmingham Repertory Theatre. Laurence Olivier war von seinen Fähigkeiten beeindruckt und holte ihn 1963 in seine neu begründete National-Theatre-Schauspielgruppe, die heute am Royal National Theatre angesiedelt ist. Unter anderem besetzte Olivier ihn als Cassio in  Shakespeares Othello, zunächst am Theater, dann in Oliviers 1965er-Verfilmung von Othello. Diese stellte zugleich Jacobis Filmdebüt dar. 
1995 wurde Jacobi zusammen mit Duncan Weldon künstlerischer Leiter des Chichester Festival Theatre und spielte dort 1996 auch erstmals die Rolle des Onkel Wanja im Drama von Anton Tschechow. 

### Fernsehen
Eine seiner ersten größeren Fernsehrollen hatte er 1972 als Diederich Hessling in der BBC-Serie Man of Straw, einer Adaption von Heinrich Manns Roman Der Untertan. Der endgültige Durchbruch als Fernsehschauspieler gelang ihm 1976 mit I, Claudius (deutscher Titel: Ich, Claudius, Kaiser und Gott), einer vielbeachteten Fernsehverfilmung des Bestsellers des Autors Robert Graves. Danach galt er als Spezialist für schwierige und oft historische Rollen, so verkörperte er etwa Adolf Hitler in der amerikanischen Miniserie Inside the Third Reich aus dem Jahr 1982. 1994 spielte er die Rolle des „Bruder Cadfael“ in den Verfilmungen der historischen Krimis von Ellis Peters.
Nach einem Emmy als Nebendarsteller 1989 spielte Jacobi in seiner ersten Gastrolle im amerikanischen Fernsehen 2001 in einer Episode der Fernsehserie Frasier in einem selbstironischen Auftritt den schlechtesten Shakespeare-Darsteller der Welt. Das brachte ihm prompt eine weitere Emmy-Auszeichnung ein. In dem BBC-Webcast Doctor Who: Scream of the Shalka war Derek Jacobi als der Master zu hören. 2007 spielte er den Master in der Fernsehserie Doctor Who, Folge Utopia. In den 2010er-Jahren hatte er Hauptrollen in der erfolgreichen Serie Last Tango in Halifax und an der Seite von Ian McKellen in der Sitcom Vicious.

### Kino

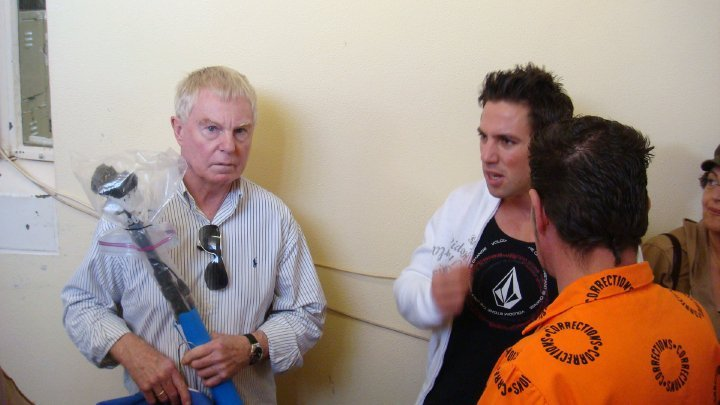
Jacobi (links), Warren Adler (Mitte), im Gefängnis von Pollsmoor, Südafrika, bei den Dreharbeiten zu dem Film Jail Caesar (2007)

Im Kino ist Jacobi überwiegend in profilierten Nebenrollen zu sehen. Er wirkte auch nach Othello von 1965 mehrfach an Shakespeare-Verfilmungen mit, darunter in Henry V. (1989) und Hamlet (1996) jeweils unter Regie von Kenneth Branagh.
In Ridley Scotts Gladiator verkörperte er 2000 den Senator Gracchus, ein Jahr später gab er in Robert Altmans Gosford Park einen Butler. Anfang 2006 war Jacobi in Len Wisemans Underworld: Evolution als Alexander Corvinus, der Urvater aller Vampire und Werwölfe, zu sehen.

## Persönliches
Derek Jacobi lebt seit 1977 mit seinem Partner Richard Clifford zusammen, der ebenfalls Schauspieler ist. 2006 gingen die beiden eine eingetragene Partnerschaft ein. Sie leben in Primrose Hill, London.
Im Jahr 1994 wurde er für seine langjährigen Verdienste um das britische Theater zum Knight Bachelor ernannt.

## Ehrungen und Auszeichnungen
Ehrungen und Auszeichnungen für das Lebenswerk
- 1989: Ritter 1. Klasse des Dannebrogordens
- 1994: Knight Bachelor: für Verdienste um das Drama (New Year’s Ehrungen)
- 2008: Lifetime Achievement bei den 24th Annual Helen Hayes Awards
- 2023: Laurence Olivier Award für sein Lebenswerk[3]

Theater
- 1983: London Evening Standard Award als bester Schauspieler für Much Ado About Nothing
- 1985: Tony Award als bester Hauptdarsteller für Much Ado About Nothing
- 1986: Nominierung für den Laurence Olivier Award für Breaking the Code
- 1987: London Evening Standard Award als bester Schauspieler für Little Dorrit
- 1988: Nominierung für den Tony Award als bester Hauptdarsteller für Breaking the Code
- 1999: London Evening Standard Award als bester Schauspieler für Love Is the Devil
- 2009: Laurence Olivier Award als bester Schauspieler für Twelfth Night

Fernsehen
- 1977: BAFTA Award als bester Schauspieler für Ich, Claudius, Kaiser und Gott
- 1978: Nominierung für den BAFTA Award als bester Schauspieler für Philby, Burgess and MacLean
- 1989: Emmy Award als herausragender Supporting Actor in einer Miniserie oder einem Special, für The Tenth Man
- 1989: Nominierung für den Golden Globe als bester Nebendarsteller (Serie, Mini-Serie oder TV-Film) für The Tenth Man
- 1998: Nominierung für den BAFTA Award als bester Schauspieler für Breaking the Code
- 2001: Emmy Award als herausragender Gastdarsteller in einer Comedy-Serie für Frasier (Folge The Show Must Go Off)
- 2013: Nominierung für den BAFTA Award als bester Schauspieler für Last Tango in Halifax

Film
- 1988: Evening Standard British Film Award als bester Schauspieler in Klein Dorrit
- 1998: Edinburgh International Film Festival als bester Britischer Darsteller für Love Is the Devil: Study for a Portrait of Francis Bacon
- 1999: Evening Standard British Film Award als bester Darsteller für Love Is the Devil: Study for a Portrait of Francis Bacon
- 2002: Screen Actors Guild Award als Bestes Schauspielensemble für Gosford Park
- 2011: Screen Actors Guild Award als Bestes Schauspielensemble für The King’s Speech

## Filmografie (Auswahl)
- 1965: Othello
- 1973: Der Lord, der ein Diener sein wollte (Blue Blood)
- 1973: Der Schakal (The Day of the Jackal)
- 1974: Die Akte Odessa (The Odessa File)
- 1976: Ich, Claudius, Kaiser und Gott (I, Claudius, Fernsehserie, 13 Folgen)
- 1977: Philby, Burgess and MacLean
- 1978: Der Schrecken der Medusa (The Medusa Touch)
- 1978: King Richard the Second (Fernsehfilm)
- 1979: Der menschliche Faktor (The Human Factor)
- 1980: Hamlet, Prince of Denmark
- 1980: Der Mann, der sich in Luft auflöste (Mannen Som Gick upp I Rök)
- 1980: Charlotte
- 1982: Mrs. Brisby und das Geheimnis von NIMH (The Secret of NIMH)
- 1982: Inside the Third Reich (Fernseh-Mehrteiler)
- 1982: Der Glöckner von Notre Dame (The Hunchback of Notre Dame)
- 1982: Enigma
- 1987: Der geheime Garten (The Secret Garden)
- 1988: Klein Dorrit (Little Dorrit)
- 1988: Der 10. Mann (The Tenth Man)
- 1989: Henry V. (Henry V)
- 1990: The Fool
- 1991: Schatten der Vergangenheit (Dead Again)
- 1994–1998: Bruder Cadfael (Cadfael, Fernsehserie, 13 Episoden)
- 1996: Der codierte Mann (Breaking the Code)
- 1996: Hamlet
- 1998: Basils Liebe (Basil)
- 1998: Love Is the Devil (Love Is the Devil: Study for a Portrait of Francis Bacon)
- 1999: Molokai: The Story of Father Damien
- 2000: Gladiator
- 2000: Jason und der Kampf um das Goldene Vlies (Jason and the Argonauts)
- 2000: Die Villa (Up At the Villa)
- 2000: The Wyvern Mystery
- 2001: Revelation – Die Offenbarung
- 2001: Die Tagebücher von Waslaw Nijinski (The Diaries of Vaslav Nijinsky)
- 2001: Frasier (Fernsehserie, Episode 8x12)
- 2001: Gosford Park
- 2001: The Body
- 2002: Two Men Went to War
- 2002: Revengers Tragedy
- 2002: Churchill – The Gathering Storm (The Gathering Storm) (Fernsehfilm)
- 2004: The Long Firm
- 2004: Strings
- 2004: Agatha Christie’s Marple (Fernsehserie, 1 Folge)
- 2005: Bye Bye Blackbird
- 2005: Eine zauberhafte Nanny (Nanny McPhee)
- 2006: Underworld: Evolution
- 2007: Doctor Who (Fernsehserie, Episode 3x11 Utopia)
- 2007: Der Goldene Kompass (The Golden Compass)
- 2009: Ein Leben für ein Leben – Adam Resurrected (Adam Resurrected)
- 2009: Die Mandela-Verschwörung (Endgame)
- 2010: The King’s Speech
- 2010: Hereafter – Das Leben danach (Hereafter) (Cameoauftritt)
- 2011: Ironclad – Bis zum letzten Krieger (Ironclad)
- 2011: Anonymus (Anonymous)
- 2011: My Week with Marilyn
- 2011: Die Borgias (Fernsehserie)
- 2012: Titanic – Blood and Steel (Miniserie)
- 2012: Jail Caesar
- 2012–2020: Last Tango in Halifax (Fernsehserie, 24 Episoden)
- 2013–2016: Vicious (Fernsehserie, 14 Episoden)
- 2014: Grace of Monaco
- 2015: Cinderella
- 2016: Die Geschichte der Liebe (The History of Love)
- 2017: Mord im Orient Express (Murder on the Orient Express)
- 2018: Tomb Raider
- 2018: Les Misérables (Fernsehserie, Episode 1x01)
- 2019: Tolkien
- 2019: Good Omens (Fernsehserie, Episode 1x04 Saturday Morning Funtime, Episode 2x06 Every Day)
- 2019: The Crown (Fernsehserie, Episode 3x08 Dangling Man)
- 2020: Die Magie der Träume (Come Away)
- 2022: Sandman (The Sandman, Fernsehserie, Episode 1x11 Dream of A Thousand Cats/Calliope)
- 2023: Good Omens (Episode 2x5-6 Straßenparty/Der Weg nach oben)
- 2024: Gladiator II